# 29P/施瓦斯曼-瓦赫曼彗星
彗星 29P/施瓦斯曼-瓦赫曼，也稱為施瓦斯曼-瓦赫曼1號彗星，是在1927年11月15日被阿諾德·施瓦斯曼和阿諾·阿圖爾·瓦赫曼兩人在德國卑爾格道夫的漢堡天文台發現的。它是由天文攝影發現的，當時這顆彗星的星等大約是13等，回顧在1902年3月4日的的影象中也找到了這顆彗星，1931年再發現時的星等是12等。
這顆彗星不尋常的是通常光度維持在16等，會突然的增光和爆發，這會導致彗星的亮度增加1-4等。這種現象發生的頻率為每年7.3次，在一或二週就會減弱。已知這顆彗星的光度變化範圍在9-19等之間，在爆發達到最大亮度時，光度增加了一萬倍。表面的高度變化過程被懷疑造成觀測上的變化。

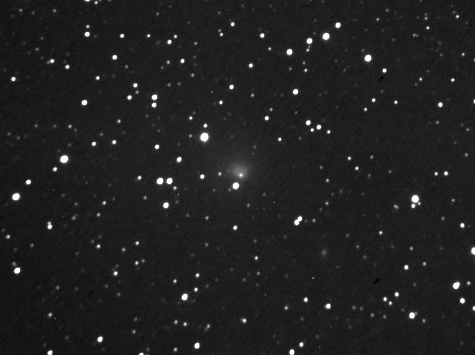
卡達天文台拍攝的彗星29P/施瓦斯曼-瓦赫曼。

這顆彗星被認為是新發現的半人馬小行星的成員，目前已知的成員至少有80顆。這些都是軌道在木星和海王星之間的小冰體。天文學家相信這些半人馬天體是從鄰近的古柏帶逃逸出的天體，古柏帶是距離太陽遙遠的小天體聚集成的雲狀區域。頻繁的受到木星的攝動，有可能會導致彗星在4,000年內向外或向內遷徙。 。
由塵埃和氣體組成的彗核是由與數十億年前的原始太陽和行星同樣物質構成的一部分。它們包含豐富和複雜的碳分子可能提供一些構成地球生命起源的未開化物直。
估計彗核的直徑約30.8公里。

## 外布鏈結
- Orbital simulation（页面存档备份，存于） from JPL (Java) / Ephemeris（页面存档备份，存于）
- 29P at Las Cumbres Observatory (8 Feb 2010 12:23, 60 seconds)

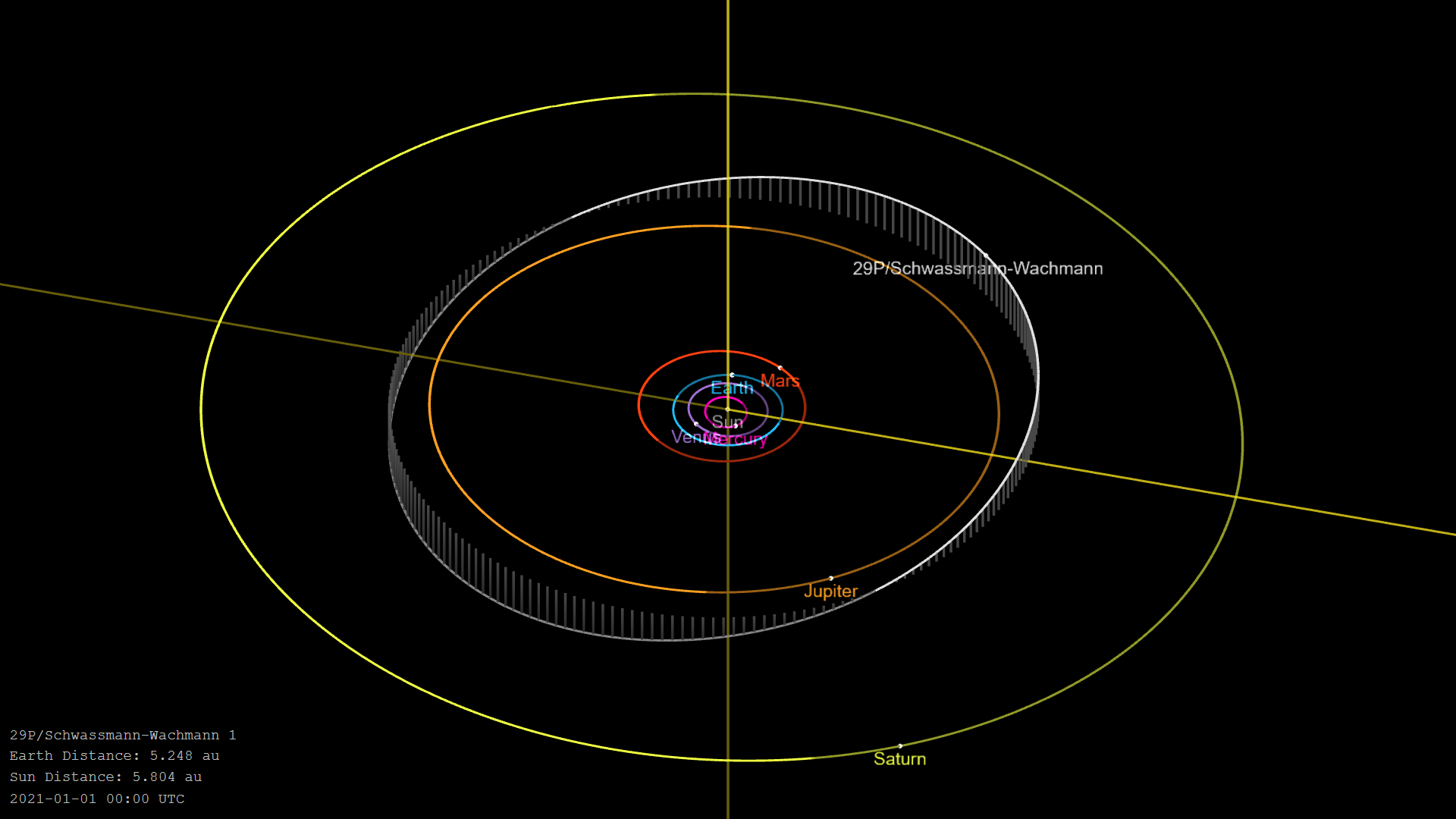
軌道近似圓形的29P/施瓦斯曼-瓦茨曼彗星與木星和土星軌道的比較。

| 週期彗星                 | 週期彗星                | 週期彗星                  |
| ------------------------ | ----------------------- | ------------------------- |
| 前一顆彗星 諾伊明1號彗星 | 29P/施瓦斯曼-瓦赫曼彗星 | 後一顆彗星 30P/雷睦斯彗星 |
| 週期彗星列表             |                         |                           |